# 무국적자의 감소에 관한 협약

무국적자의 감소에 관한 협약(영어: Convention on the Reduction of Statelessness)은 1961년 8월 30일 뉴욕에서 채택되어, 1975년 12월 13일 발효된 협약이다. 영어, 러시아어, 스페인어, 프랑스어, 중국어로 작성되었으며, 총 21개항으로 이루어져 있다. 더 이상 무국적자가 발생하지 않기 위해 채택되었다.

## 같이 보기
- 귀화
- 난센 국제 난민 사무소
- 국적
- 난민
- 무국적